# Spycker
 Spycker là một xã ở tỉnh Nord ở miền bắc nước Pháp. Xã này có diện tích 9,19 kilômét vuông, dân số năm 1999 là 1314 người. Xã nằm ở khu vực có độ cao trung bình 10 mét trên mực nước biển.

## Lịch sử
Spycker được quân lính của The Black Watch (Royal Highland Regiment) của Canada giải phóng tháng 9 năm 1944.